# Łopuszna (obwód czerniowiecki)
Łopuszna (ukr. Лопушна) – wieś na Ukrainie, w obwodzie czerniowieckim, w rejonie wyżnickim, w hromadzie Berehomet. W 2025 liczyła 844 mieszkańców.